# Mady Mesplé

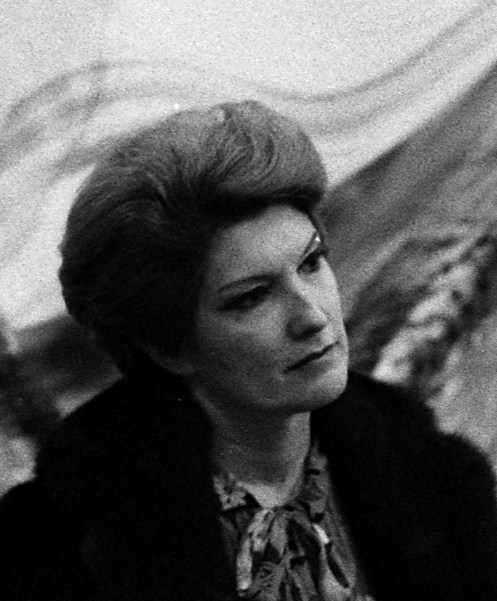
Mady Mesplé, 1975

Mady Mesplé (* 7. März 1931 in Toulouse; † 30. Mai 2020 ebenda) war eine französische Opernsängerin (Sopran).

## Leben
Mesplé studierte am Konservatorium zunächst Klavier, dann Gesang und setzte ihre Gesangsausbildung in Paris bei Georges Jouatte und Janine Micheau fort. 1953 debütierte sie am Opernhaus von Lüttich, dessen Ensemble sie drei Jahre angehörte, in der Titelrolle von Léo Delibes’ Lakmé. Daneben gastierte sie am Théâtre de la Monnaie in Brüssel.
1956 wurde sie Mitglied der Pariser Oper und der Opéra-Comique. An der Opéra-Comique wirkte sie 1962 in der Uraufführung der Oper Princesse Pauline von Henri Tomasi und 1963 in der Uraufführung von Le dernier sauvage von Gian Carlo Menotti mit. Sie gab Gastspiele am Teatro dell’Opera di Roma, am Teatro San Carlo in Neapel, am Teatro Colón in Buenos Aires und an der Bayerischen Staatsoper in München. 1972 trat sie am Bolschoi-Theater in Moskau auf und debütierte an der Metropolitan Opera in New York als Gilda in Giuseppe Verdis Rigoletto.
Zu ihrem Repertoire gehörten neben der Lakmé u. a. die Titelrolle in Charles Gounods Mireille und die Juliette in dessen Roméo et Juliette, die Philine in Ambroise Thomas’ Mignon und die Ophélie in dessen Hamlet, die Königin der Nacht in Mozarts Zauberflöte, die Titelrolle in Gaetano Donizettis Lucia di Lammermoor, die Rosina in Gioachino Rossinis Barbier von Sevilla sowie die Sophie in Richard Strauss’ Rosenkavalier und die Zerbinetta in dessen Ariadne auf Naxos.
Auf Platte nahm sie u. a. Partien aus Lakmé, Georges Bizets Don Procopio, Charles Lecocqs La fille de Madame Angot, André Messagers Véronique, Reynaldo Hahns Ciboulette, Robert Planquettes Les cloches de Corneville, André-Ernest-Modeste Grétrys Zémire et Azor, Erik Saties Socrate, Jules Massenets Werther, Rossinis Guillaume Tell, Jacques Offenbachs Orpheus in der Unterwelt und aus Daniel-François-Esprit Aubers Opern Manon Lescaut und Fra Diavolo auf.